# Еддо (гурт)
ЕДДО (Edda művek) - популярна угорська рок група. Утворена у 1973 році спочатку під назвою Griff, а з 1974 з приходом Отілли Потокі перейменована на EDDA. Група походить з м. Мішкольц. Гурт зробив великий внесок у розвиток угорського року. Пісні групи вирізняються мелодичністю, високим рівнем емоційної напруги та глибокими, змістовними текстами. Основними темами текстів пісень є побут молодого покоління, соціальні, національно-ідентичні мотиви, а так само лірика, частка якої в загальній вибірці текстів помітно збільшилась в останніх альбомах.

## Склад
- Потокі От’ілло (Pataky Atilla) — Вокал
- Олопі Іштван (Alapi István) — Гітара
- Гетиині Золтан (Hetényi Zoltán) — Ударні
- Кічко Ласло (Kicska László) — Бас-гітара
- Ґемері Жолт (Gömöry Zsolt) — Клавішні

## Дискографія

### Студійні альбоми
- 1980 – Edda Művek 1.
- 1981 – Edda Művek 2.
- 1983 – Edda Művek 3.
- 1986 – Edda Művek 6.
- 1988 – Változó idők
- 1988 – Pataky-Slamovits
- 1989 – Szaga van!
- 1990 – Győzni fogunk
- 1991 – Szélvihar
- 1992 – Edda Művek 13.
- 1993 – Elveszett illúziók
- 1994 – Sziklaszív
- 1995 – Edda Blues
- 1997 – Edda 20.
- 1999 – Nekem nem kell más
- 2003 – Örökség
- 2005 – Isten az úton
- 2009 – Átok és áldás
- 2012 – Inog a világ

### ЕР
- 1979 – Minden sarkon álltam már / Álom (koncertfelvétel, Budai Ifjúsági Park)
- 1981 – Ballagás kislemez (Kölyköd voltam / Néma völgy)
- 1982 – MIDEM - english promo kislemez
- 1986 – Pataky Attila és D. Nagy Lajos kislemez
- 1987 – Edda Művek 7. Előzetes kislemez
- 1995 – Hazatérsz (közös maxi a Mester és tanítványaival)

### Концертні альбоми
- 1984 – Viszlát Edda!
- 1985 – Edda Művek 5.
- 1992 – Az Edda két arca – Koncert
- 1994 – Lelkünkből
- 1995 – 15. születésnap

### Збірки та перезаписані альбоми
- 1990 – Best Of Edda 1980-1990
- 1992 – Az Edda két arca – Lyrák
- 1994 - Edda Karaoke
- 1997 – Lírák II.
- 1998 – Best Of Edda 1988-1998
- 2005 – Platina
- 2006 – A szerelem hullámhosszán

### Англомовний альбом
- 1998 – Fire And Rain

### Фільмографія
- One Day Rock - документальний фільм про рок-фестивалі в 1981 році. Едда є одним із виконавців.
- Valediction - саундтрек
- The Protegé
- I Was Your Kid - документальний фільм про останні дні життя класичної Едда.
- Edda  in Petőfi Hall, 1988 - VHS
- Unplugged
- Edda Camp - відео про концерт 1994 року в Agard
- 15th Birthday - VHS
- 20th Birthday Concert, Small Stadium
- She won't forget, 'til she live - концертний DVD